# Le Jupon rouge
Le Jupon rouge je francouzský hraný film z roku 1987, který režírovala Geneviève Lefebvre podle vlastního scénáře. Snímek měl světovou premiéru dne 17. června 1987.

## Děj
V Paříži žijí tři ženy velmi odlišného věku a sociálního původu. Bacha, Manuela a Claude jsou vtaženy do milostného příběhu, pronásledovaného zlou vzpomínkou na nacistické tábory, jejichž jizvy si Bacha stále nese.

## Obsazení
| Marie-Christine Barrault | Manuela        |
| Alida Valli              | Bacha          |
| Guillemette Grobon       | Claude         |
| Michel Favory            | Jean-Pierre    |
| Julian Negulesco         | David          |
| Gilles Segal             | doktor Glazman |

## Ocenění
- César: nominace na nejlepší filmový debut (Geneviève Lefebvre)